# デインジャラス・エイジ
『デインジャラス・エイジ』（Dangerous Age）は、バッド・カンパニーが1988年に発表した8作目のスタジオ・アルバム。ブライアン・ハウ加入後としては2作目に当たる。

## 解説
チャーリーの中心人物として知られるテリー・トーマスが、本作よりバッド・カンパニーの作品をプロデュースするようになった。2010年にトーマスが語ったところによれば、ブライアン・ハウがトーマスのプロデュースしたトミー・ショウのアルバム（1987年リリースの『アンビション』）を聴き、それをきっかけにハウやミック・ラルフスと共に曲作りをして、最終的にプロデュースも依頼されたという。
本作はアメリカのBillboard 200で58位に達し、シングル「シェイク・イット・アップ」はBillboard Hot 100で82位、『ビルボード』のメインストリーム・ロック・チャートで9位を記録した。メインストリーム・ロック・チャートでは更に、「ノー・スモーク・ウィズアウト・ア・ファイアー」が4位、「ワン・ナイト」が9位、「バッド・マン」が20位を記録している。

## 収録曲
特記なき楽曲はブライアン・ハウとテリー・トーマスの共作。LPは10曲入りだが、CDには「エキサイテッド」が追加された。
1. ワン・ナイト - "One Night" (Mick Ralphs, Terry Thomas) - 4:41
2. シェイク・イット・アップ - "Shake It Up" - 3:58
3. ノー・スモーク・ウィズアウト・ア・ファイアー - "No Smoke Without a Fire" - 4:39
4. バッド・マン - "Bad Man" - 3:49
5. デインジャラス・エイジ - "Dangerous Age" (M. Ralphs, T. Thomas) - 3:50
6. ダーティ・ボーイ - "Dirty Boy" - 3:52
7. ロック・オブ・アメリカ - "Rock of America" - 3:56
8. サムシング・アバウト・ユー - "Something About You" - 4:19
9. ザ・ウェイ・ザット・イット・ゴーズ - "The Way That It Goes" (Brian Howe, M. Ralphs, T. Thomas) - 3:27
10. ラヴ・アタック - "Love Attack" (B. Howe, M. Ralphs, T. Thomas) - 3:55
11. エキサイテッド - "Excited" - 4:33

## 参加ミュージシャン
- ブライアン・ハウ - ボーカル
- ミック・ラルフス - ギター
- サイモン・カーク - ドラムス

アディショナル・ミュージシャン
- スティーヴ・プライス - ベース
- テリー・トーマス - ギター、ハモンドオルガン、バッキング・ボーカル
- ジョン・マリソン - バッキング・ボーカル

## カヴァー
No Smoke Without A Fire
- ロニー・ロメロ - 『Raised On Radio』（2022年）に収録[4]。